# Herkules (Marvel Comics)
Herkules egy kitalált szereplő, olümposzi félisten és szuperhős a Marvel Comics képregényeiben. A szereplőt Stan Lee és Jack Kirby alkotta meg. Első megjelenése a Journey into Mystery Annual 1. számában volt, 1965-ben. A kitalált szereplő a görög mitológiából ismert Héraklészen alapul.